# Лаврик Володимир Володимирович
Володимир Володимирович Лаврик — полковник ЗСУ, командир 143 ОПБр.

## Життєпис
В 1999-му році отримав військове звання лейтенант, випускник військової кафедри інституту артилерії.
Військову службу почав у 2014 році командиром взводу в 15-му окремому мотопіхотному батальйоні.
Перебував в зоні АТО один рік, закінчив службу командиром роти в званні капітан.
Працював на СНВО, директором КП «Зеленбуд», старшим викладачем ландшафтного дизайну в СНАУ. Кандидат економічних наук.
Очолював Спілку ветеранів антитерористичної операції Сумської області
У лютому 2022 року прийняв рішення знову йти до лав ЗСУ. Став командиром 211-го окремого спеціального батальйону ОК «Північ». За рік керівництва батальйоном виконував бойові завдання в Донецькій області, зокрема, в містах Майорське, Нью-Йорк, Торецьк та Бахмут.
З 2023-го року командир 143-ої окремої піхотної бригади.

## Нагороди
- Орден «За заслуги» ІІІ ступеня (2021)[6]
- Почесна відзнака «За заслуги перед Сумщиною» ІІ ступеня (2022)[7]
- Почесна відзнака «За заслуги перед Сумщиною» І ступеня (2023)[4]
- «За заслуги перед містом» III, ІІ, і ступеня Сумської міської ради (2024)[8]
- «За майстерність»